# Assedio di Ladysmith
L'assedio di Ladysmith fu uno degli eventi militari più importanti della seconda guerra boera e si svolse nella colonia britannica del Natal tra il 2 novembre 1899 e il 28 febbraio 1900. Le truppe della forza campale britannica al comando del generale George Stuart White furono sorprese dall'offensiva iniziale del boeri e vennero accerchiate, dopo alcune sconfitte, all'interno della città di Ladysmith.
La guarnigione britannica, fortemente indebolita dalle carenze di vettovagliamento, dalle malattie e dal bombardamento dei cannoni nemici, riuscì a resistere per oltre tre mesi e venne infine liberata il 28 febbraio 1900 dalla forza campale del generale Redvers Buller che era riuscita, dopo una serie di fallimenti, a superare le difese boere sul fiume Tugela a sud di Ladysmith.

## Verso la guerra boera

### Rafforzamento delle truppe britanniche in Natal
Dopo il fallimento dei negoziati diretti di Bloemfontein tra le autorità britanniche della colonia del Capo ed il presidente del Transvaal Paul Kruger, l'alto commissario Alfred Milner aveva sollecitato l'adozione da parte del governo di Londra di energiche misure di rafforzamento militare per esercitare una "irresistibile" pressione politica sulla dirigenza boera inducendola ad accettare le richieste britanniche. All'inizio del giugno 1899 Milner presentò tre proposte precise: la nomina di un nuovo comandante militare in Sud Africa al posto del generale William Butler ritenuto filo-boero e poco incline ad appoggiare i propositi aggressivi dell'alto commissario; l'invio di alcuni esperti ufficiali per organizzare le difese sulle zone di confine in caso di guerra improvvisa con le repubbliche boere; soprattutto il trasferimento nel pericoloso settore montuoso del Natal settentrionale, dove durante la prima guerra boera i britannici avevano subito una serie di sconfitte, di un importante contingente di truppe di almeno 10 000 soldati.
Il Ministro della Guerra britannico Lord Lansdowne inizialmente non condivise questi propositi dell'alto commissario e respinse anche le richieste del comandante in capo dell'esercito britannico, feldmaresciallo Garnet Wolseley, con il quale era in pessimi rapporti personali. Il ministro invece per il momento si limitò a allertare il generale Butler affinché vigilasse sulle eventuali iniziative boere; a provvedere all'invio di equipaggiamenti per le truppe già stanziate in Sud Africa ed a inviare dieci ufficiali superiori per migliorare l'addestramento. A luglio 1899 Lansdowne nominò inoltre comandante delle truppe britanniche nella provincia montuosa del Natal il generale William Penn Symons che, ottimista e incauto, affermò che necessitava di soli 2 000 soldati di rinforzo per assicurare con certezza la difesa di tutta la provincia in caso di attacchi boeri. In realtà anche l'esperto feldmaresciallo Wolseley sembrava scettico sulle possibilità offensive dei boeri; sulla base delle valutazioni (contenute nel documento Military Notes on the Dutch Republics) del capo del servizio informazioni del ministero, generale John Ardagh, si ritenne che le repubbliche boere, pur disponendo in teoria di circa 54 000 miliziani, non fossero in grado di sferrare grandi offensive. Anche se venne ipotizzato un possibile attacco nemico contro Ladysmith in Natal, si considerò che i boeri, in caso di guerra, si sarebbero verosimilmente limitati solo ad effettuare piccole incursioni di disturbo oltre i confini delle colonie britanniche.

Mentre riprendevano le difficili trattative tra l'Impero britannico e le Repubbliche boere che in alcune fasi avrebbero fatto sperare in una conclusione della crisi e nel raggiungimento di un accordo tra le parti, i dirigenti politico-militari britannici continuarono a mostrare scarsa efficienza e coesione. Il generale Redvers Buller, comandante designato dell'eventuale corpo di spedizione previsto in caso di guerra, si dimostrò il 18 luglio 1899 molto preoccupato e sollecitò l'invio immediato di grandi rinforzi; il feldmaresciallo Wolseley confermò la richiesta dell'invio di 10 000 soldati per rafforzare le difese del Natal; invece il generale Penn Symons modificò le sue stime iniziali e affermò che sarebbe stato sufficiente l'arrivo di 5 000 soldati per respingere ogni minaccia a quella provincia. 

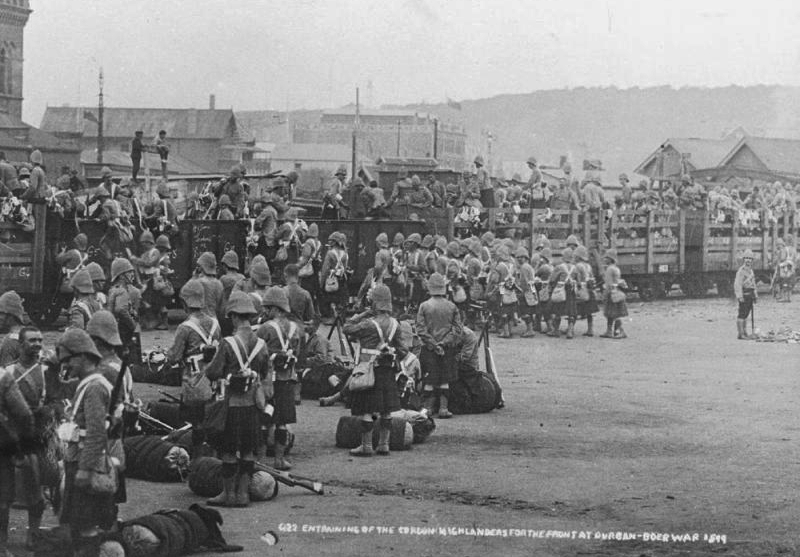
Soldati del II battaglione Gordon Highlanders a Durban in attesa di essere trasferiti a Ladysmith.

 Il ministro Lansdowne continuò a mostrarsi incerto e scettico; il 2 agosto autorizzò l'invio in Natal di un primo contingente di appena 1 000 uomini di fanteria e tre batterie d'artiglieria; inoltre il ministro decise di richiamare in patria il generale Butler e di assegnare il comando temporaneo delle forze militari nella colonia del Capo al generale Frederick Forestier-Walker.
All'inizio del mese di settembre 1899 il governo britannico di Lord Salisbury, su proposta del ministro delle Colonie Joseph Chamberlain, adottò le prime misure militari operative; dopo nuove sollecitazioni del feldmaresciallo Wolseley e del generale Buller, anche Lansdowne, pur "profondamento incredulo" sulla possibile invasione del Natal da parte dei boeri, accettò le decisioni collettive del governo. Durante la riunione dell'8 settembre venne quindi approvato l'invio immediato di 10 000 soldati di rinforzo nella provincia del Natal; inoltre vennero decise le prime misure per la mobilitazione del corpo d'armata al comando del generale Buller. Entro dieci giorni i reggimenti britannici di rinforzo furono imbarcati per Durban; la maggior parte del contigente, circa 5 500 soldati, era costituito da esperti battaglioni provenienti dall'esercito britannico in India, tra cui il King's Royal Rifles Corps, i Gordon Highlanders, i Gloucesters, e i Devonshires. Il feldmaresciallo Wolseley, dubbioso sull'efficienza di questi reggimenti veterani dell'India, inviò in Natal anche il Royal Irish Rifles, stanziato in Egitto, il Border Regiment, schierato a Malta, e la Rifle Brigade, di guarnigione a Creta.
Con l'arrivo in Natal dei 10 000 soldati britannici di rinforzo, prevista entro la metà del mese di ottobre, le forze disponibili nella colonia sarebbero salite complessivamente a 15 000 uomini; il feldmaresciallo Wolseley riteneva che queste truppe fossero assolutamente sufficienti a difendere agevolmente il Natal a sud della catena montuosa del Biggarsberg e mantenere saldamente il possesso della importante città di Ladysmith. Il ministro Lansdowne inoltre decise anche di nominare, su proposta del feldmaresciallo Wolseley, il generale George Stuart White, capo del dipartimento amministrazione e alloggi, al comando di tutte le forze militari in Natal, la cosiddetta Natal Field Force, comprese le truppe già presenti del generale Penn Symons. Il generale White, ufficiale anziano e in non eccellenti condizioni di salute, il 16 settembre 1899 si imbarcò per Durban accompagnato da alcuni giovani ufficiali assegnati al suo stato maggiore. Il giorno seguente salparono da Bombay i primi reggimenti indiani diretti in Natal.

### I piani offensivi boeri
Dal 2 settembre 1899 il presidente del Transvaal Paul Kruger aveva definitivamente compreso che, nonostante le sue ripetute concessioni, la guerra con l'Impero britannico era ormai inevitabile e imminente; in quel momento le forze imperiali presenti sui confine erano particolarmente deboli e quindi in teoria si presentava la possibilità per le repubbliche boere di sferrare un attacco preventivo e raggiungere risultati decisivi prima ancora dell'arrivo del grosso delle forze nemiche. Il giovane e abile Jan Smuts, consigliere giuridico del presidente Kruger, cosciente dell'inevitabilità della guerra, aveva quindi proposto un'audace offensiva sfruttando la temporanea debolezza dell'avversario; disponendo in totale di circa 40 000 combattenti, le repubbliche boere avrebbero potuto ottenere una serie di vittorie.
In particolare il Natal appariva particolarmente vulnerabile e sembrava possibile con un'audace offensiva, raggiungere Durban. Queste proposte vennero però osteggiate dal prudente comandante in capo dell'esercito del Transvaal, generale Piet Joubert, e soprattutto dal presidente della repubblica d'Orange, Martinus Steyn. In questo modo i boeri persero una parte del vantaggio raggiunto decidendo di prendere l'iniziativa per primi; solo dopo le notizie giunte alla fine di settembre dell'arrivo di 8 000 soldati britannici in Natal e della decisione del governo londinese di inviare un intero corpo d'armata, le repubbliche boere decisero di prendere l'iniziativa.
Il 28 settembre la Repubblica del Transvaal mobilitò le sue milizie, seguita il 2 ottobre 1899 dallo Stato d'Orange; il 9 ottobre venne presentato all'agente britannico Greene dal segretario di Stato Francis William Reitz un ultimatum. Il giorno seguente venne organizzata alla presenza di Joubert una grande parata militare delle truppe montate boere equipaggiate con i nuovi fucili Mauser e con i modern cannoni importati dalla Francia e dalla Germania. Infine il 12 ottobre i commando boeri entrarono in azione penetrando in Natal e dando inizio alla guerra.

## Invasione boera del Natal

### Prime battaglie

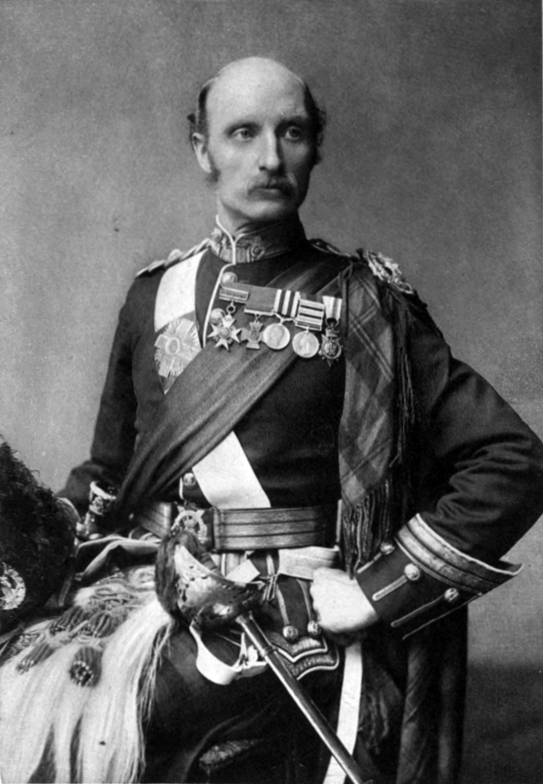
Il generale britannico George Stuart White, comandante della Natal Field Force.

Il generale Buller, designato comandante supremo in Sud Africa in caso di guerra aperta con le Repubbliche boere, non condivideva affatto l'ottimismo e la tranquilla sicurezza del ministro Lansdowne e dello stesso feldmaresciallo Wolseley. L'8 settembre 1899 il generale aveva avuto un brusco colloquio con il ministro; Lansdowne non lo tenne informato degli ultimi sviluppi della situazione e non si curò affatto di stabilire una strategia concordata con i generali White e Penn Symons. Il generale Buller si mostrò preoccupato per una possibile invasione boera, richiese l'invio immediato di altre truppe oltre i previsti 10 000 soldati, ed inoltre consigliò di ordinare al generale White di far ripiegare a sud le forze in Natal, abbandonando Ladysmith e schierando le truppe dietro la barriera del fiume Tugela. Lansdowne ignorò completamente questi avvertimenti; egli era stato rassicurato anche dall'ottimismo del feldmaresciallo Wolseley che aveva garantito che con i rinforzi sarebbe stato agevole difendere il Natal.
Il generale White sbarcò a Città del Capo il 3 ottobre 1899 dove incontrò l'alto commissario Milner che apparve preoccupato per un imminente inizio della guerra e per una possibile invasione boera delle colonie. Il generale White era scarsamente informato sulla situazione reale in Sud Africa e si dimostrò ottimista; egli aveva già deciso di organizzare la difesa del Natal schierando la maggior parte delle sue forze a difesa di Ladysmith senza ripiegare dietro il Tugela come aveva consigliato il generale Buller. Allertato da Milner a recarsi subito in Natal per assumere il comando, il generale White partì il pomeriggio stesso del 3 ottobre in treno per East London da dove si imbarcò per Durban dove giunse il 7 ottobre mentre era in corso lo sbarco degli ultimi reggimenti britannici arrivati di rinforzo.

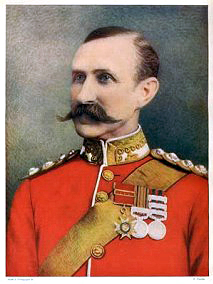
Il generale William Penn Symons.

Il generale White aveva già appreso in precedenza che il generale William Penn Symons, ottimista e aggressivo, aveva diviso le sue forze ed era avanzato di propria iniziativa con una brigata di circa 4 000 uomini fino a Dundee, circa cinquanta chilometri a nord-est di Ladymith, oltre la catena montuosa del Biggarsberg. In questo modo le truppe britanniche in Natal, salite con l'arrivo degli ultimi rinforzi a circa 14 000 uomini, erano pericolosamente frazionate ed esposte a manovre aggiranti sui fianchi da parte dei boeri. Il generale White si trovava in una situazione difficile; egli aveva preso coscienza dei pericoli strategici ma si dimostrò incerto e confuso; mentre il generale Penn Symons era estremamente fiducioso, alcuni suoi ufficiali lo invitavano alla prudenza e consigliavano di ordinare una ritirata generale dietro il Tugela.
Il 9 ottobre il generale White incontrò a Ladysmith il generale Penn Symons che continuò a mostrarsi assolutamente sicuro di poter respingere agevolmente con le sue forze eventuali attacchi boeri. Il giorno seguente il governatore del Natal, Walter Hely-Hutchinson, affermò durante un colloquio con il generale White che era importante non ripiegare dalle posizioni di Dundee e Ladysmith per non deludere i lealisti della provincia e i profughi uitlander provenienti dal Transvaal; il governatore inoltre manifestò il timore che una ritirata britannica avrebbe potuto innescare una rivolta dei coloni afrikaner presenti in Natal o addirittura una grande ribellione della popolazione zulu. Il generale White fu impressionato da queste considerazioni del governatore e, nonostante i suoi dubbi e timori, decise la sera del 10 ottobre, alla vigilia dell'inizio della guerra, di non abbandonare le posizioni avanzate e consentire al generale Penn Symons di rimanere con la sua brigata a Dundee.
La guerra ebbe inizio ufficialmente dopo la presentazione da parte delle Repubbliche boere, il 9 ottobre 1899, di un ultimatum in cui richiedevano al governo britannico di accettare un arbitrato sul contenzioso in corso, ritirare le truppe appena sbarcate in Africa del Sud e fermare l'afflusso di ulteriori rinforzi. Alla scadenza del ultimatum, l'11 ottobre, i governi boeri diedero subito inizio alle operazioni e al mattino del 12 ottobre i commando del generale Piet Joubert cominciarono a penetrare oltre il confine del Natal. Le Repubbliche boere avevano concentrato la massa principale delle loro forze in questo settore sperando di sfruttare la relativa debolezza delle difese britanniche; il Transvaal inviò oltre 15 000 miliziani che avanzarono da nord-ovest, da nord e da est, mentre i commando dello Stato Libero d'Orange, 6 000 combattenti al comando del generale Martinus Prinsloo, entrarono in Natal da ovest.

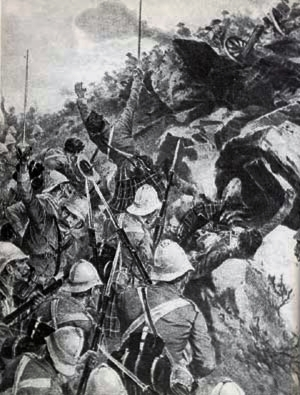
L'attacco dei Gordon Highlanders durante la battaglia di Elandslaagte.

I boeri avanzarono su ampio fronte in colonne separate con l'obiettivo di isolare rapidamente le forze britanniche presenti a Dundee e Ladysmith; i commando dello Stato Libero d'Orange attraversarono la catena del Drakensberg a sud-ovest, mentre il generale Joubert organizzò tre raggruppamenti. A nord-ovest passarono le montagne a sud del colle di Majuba gli uomini del comandante Johannes Kock, al centro, attraverso Laing's Nek, discesero le forze principali; a est, da Vryheid, sbucarono i commando del comandante Lucas Meyer.
Il generale White apparve indeciso; privo di notizie precise sui movimenti delle colonne nemiche, il 18 ottobre decise di richiamare a Ladysmith le truppe del generale Penn Symons, ma dopo poche ore cambiò idea e ordinò al suo subordinato di rimanere a Dundee con la sua brigata. Nel frattempo il generale Penn Symons, che disponeva di quattro battaglioni di fanteria e di un reggimento di cavalleria, aveva deciso di prendere l'iniziativa ed attaccare i commando boeri di cui era stata segnalata la presenza sul colle Talana e sul colle Impati. Il 20 ottobre le truppe della brigata schierata a Dundee attaccarono il commando del comandante Lucas Meyer; la battaglia di Talana Hill terminò con la vittoria tattica britannica; i boeri si ritirarono dal colle Talana, ma i britannici subirono forti perdite e lo stesso generale Penn Symons venne mortalmente ferito e dovette cedere il comando al generale James Yule. Nel frattempo le altre colonne boere avevano continuato ad avanzare; la cavalleria britannica venne accerchiata e costretta alla resa sul monte Impati che venne occupato in forze dai commando del generale Joubert, l'artiglieria pesante boera iniziò a bombardare Dundee con i cannoni Long Tom Creusot e Krupp. Il generale Yule, temendo di essere tagliato fuori, decise quindi di abbandonare Dundee la notte del 22 ottobre e ripiegare verso Ladysmith.
Nel frattempo il 21 ottobre il generale White, preoccupato dalle notizie dell'avanzata delle colonne boere e della precaria situazione del generale Yule, aveva fatto avanzare da Ladysmith tre battaglioni di fanteria ed elementi di tre reggimenti di cavalleria al comando del generale Ian Hamilton e del generale John French per attaccare le forze nemiche di cui aveva appreso la presenza a sud delle montagne del Biggarsberg lungo la linea ferroviaria per Dundee. Il comandante boero Johannes Kock era imprudentemente avanzato isolatamente verso la ferrovia senza attendere le colonne principali del generale Joubert e del generale Prinsloo; di conseguenza venne duramente sconfitto dai britannici nella battaglia di Elandslaagte, i boeri furono dispersi e il comandante Kock fu ucciso.
Nonostante la brillante vittoria del generale Hamilton tuttavia la situazione strategica complessiva delle forze del generale White, in inferiorità numerica e prive di precise informazioni sul nemico, divenne nei giorni seguenti sempre più precaria.

### Sconfitta e accerchiamento delle truppe britanniche
Il generale Yule riuscì entro il 26 ottobre 1899 a concludere con successo la ritirata iniziata la notte del 22 ottobre dopo aver ricevuto l'autorizzazione del generale White. Le truppe britanniche attraversarono le colline del Biggarsberg e, esauste e demoralizzate dalla lunga ritirata da Dundee, si congiunsero infine con le forze principali a Ladysmith. I britannici dovettero abbandonare i caduti, i feriti, tra cui il morente generale Penn Symons, e grandi quantità di viveri ed equipaggiamenti; i boeri del generale Joubert occuparono Dundee ma preferirono non inseguire subito la colonna del generale Yule.

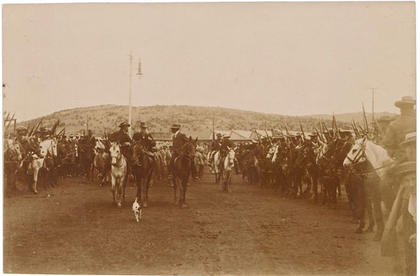
Un commando boero.

Il generale White si trovava in grave difficoltà, la maggior parte delle sue forze, circa 13 000 soldati, erano ora concentrati intorno a Ladysmith dove stavano affluendo grandi quantità di viveri ed equipaggiamenti, ma la situazione strategica stava evolvendo a favore dei boeri. Nonostante le due vittorie locali di Talana e Elandslaagte, i commando boeri continuavano ad avanzare e minacciavano le comunicazioni britanniche; c'era quindi il rischio di rimanere bloccati a Ladysmith che, circondata da una serie di colline, non era ritenuto un luogo idoneo a sostenere un lungo assedio. In precedenza il generale Buller aveva fortemente consigliato di evitare di lasciare le truppe britanniche su posizioni esposte a Ladysmith ma di ripiegare con la massa delle forze dietro il fiume Tugela che, con le sue rive dominate da una lunga serie di alture, si prestava bene per la difesa, anche il governatore del Natal, Hely-Hutchinson, era favorevole ad una ritirata; egli temeva per la sicurezza delle città di Pietermaritzburg e Durban che erano quasi prive di truppe.
Il generale White era cosciente dei rischi che stavano correndo le sue forze rimanendo ferme a Ladysmith; le forze boere stimate che stavano avanzando da tre direzioni ammontavano secondo le sue informazioni a 24 800 miliziani con 40 cannoni, inoltre il 24 ottobre era fallito un tentativo da parte britannica di impedire la congiunzione dei commando dello Stato Libero d'Orange del generale Prinsloo con le colonne del Transvaal del generale Joubert. Il comandante della Natal Field Force, incerto e confuso, il 26 ottobre progettò, su indicazione del generale Hamilton, di attaccare di sorpresa di notte la colonna principale nemica, ma poi rinunciò a questo piano; infine il 29 ottobre decise di prendere l'iniziativa; egli sperava ancora di poter evitare la ritirata ed ottenere una vittoria decisiva.
Il 30 ottobre 1899 il generale White fece uscire le sue forze divise in tre parti per sferrare un difficile attacco combinato contro il presunto raggruppamento principale boero identificato erroneamente sul Pepworth Kop; la manovra terminò con un completo fallimento. La brigata del colonnello Geoffrey Grimwood, incaricata della missione principale, venne sorpresa da un attacco laterale dei boeri del comandante Louis Botha attestati sul Lombard's Kop e dovette ripiegare in disordine sotto la copertura della brigata del generale Ian Hamilton, mentre la colonna autonoma del tenente colonnello R.F.C. Carleton venne sorpresa al Nicolson's Nek dai commando guidati dal comandante Christiaan De Wet e dovette arrendersi. Al termine della battaglia di Ladysmith, il cosiddetto "lunedì triste", Mournful Monday, la fanteria britannica, demoralizzata ed esausta, si ritirò in totale disordine su Ladysmith; la Natal Field Force aveva subito la perdita di 1 270 soldati, tra cui 944 prigionieri della colonna del colonnello Carleton.
Dopo la pesante e inattesa sconfitta il generale White non fu in grado di controllare la situazione e riorganizzare le sue forze; apparve sfiduciato e rassegnato; furono soprattutto due suoi collaboratori, il generale Archibald Hunter e il colonnello Henry Rawlinson che cercarono di mettere ordine nelle truppe rifluite dentro Ladysmith. Il comandante della Natal Field Force non prese alcuna decisione; egli rinunciò a cercare di ripiegare a sud del Tugela e lasciò che le colonne boere completassero l'accerchiamento della città. Il 2 novembre 1899 i boeri intercettarono la linea ferroviaria che conduceva a sud verso Colenso e chiusero il cerchio intorno alle truppe britanniche, dando inizio all'assedio. Lo stesso giorno l'artiglieria boera, schierata sui colli che circondavano Ladysmith, colpì per la prima volta la città senza provocare peraltro molti danni.

## L'assedio

### Prima fase

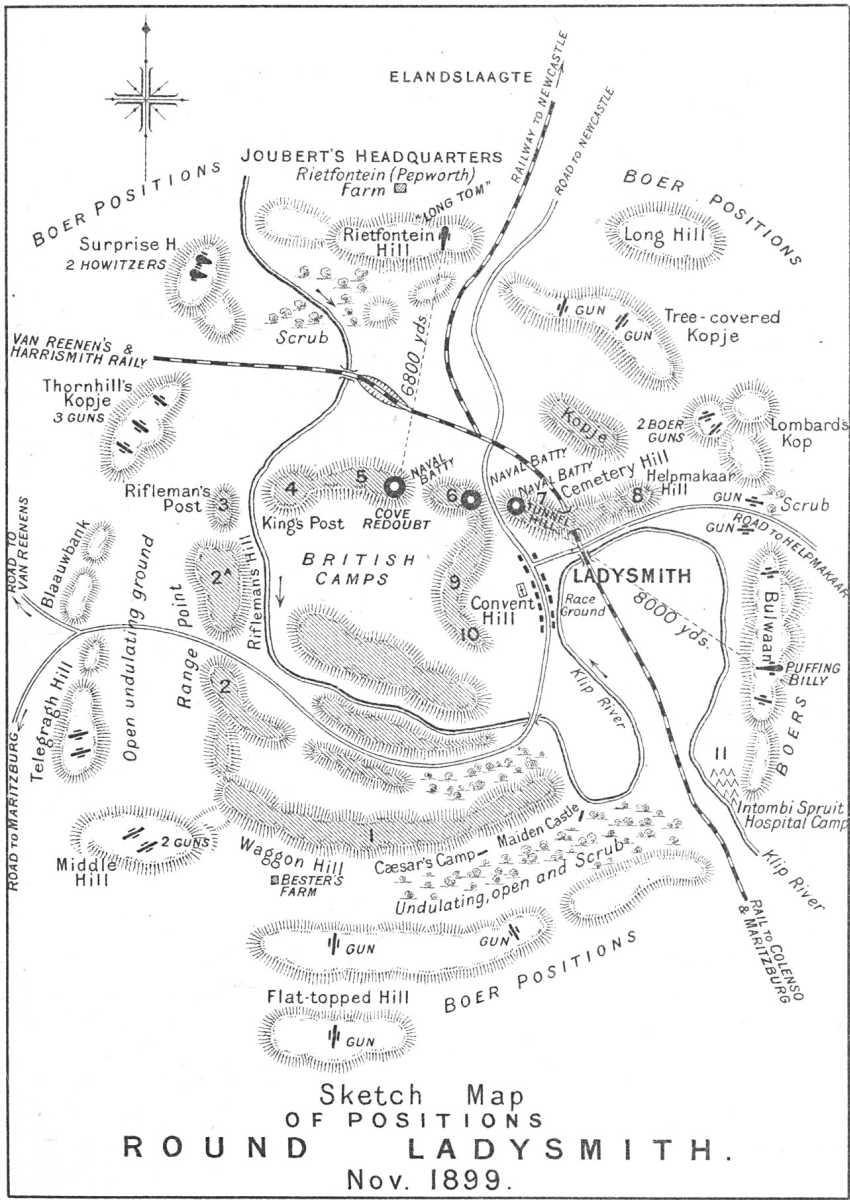
Mappa dell'assedio.

La forza britannica assediata a Ladysmith al comando del generale White era costituita all'inizio dell'assedio da 13 745 soldati, 3 000 civili e 2 400 servi africani e civili indiani; il morale di queste truppe non era molto alto e con il trascorrere del tempo nella guarnigione crebbe la delusione e lo scoramento a causa della tensione provocata dal bombardamento boero e della frustrazione causata dall'inattività. Dopo un attacco il 9 novembre 1899 al cosiddetto "avamposto del Re" nel settore settentrionale delle difese e al "Campo di Cesare", a sud, che venne agevolmente respinto, i boeri per molte settimane non fecero nuovi tentativi di irrompere dentro le posizioni britanniche e si limitarono a riprendere sistematicamente il bombardamento con i cannoni piazzati sulle alture che dominavano Ladysmith.

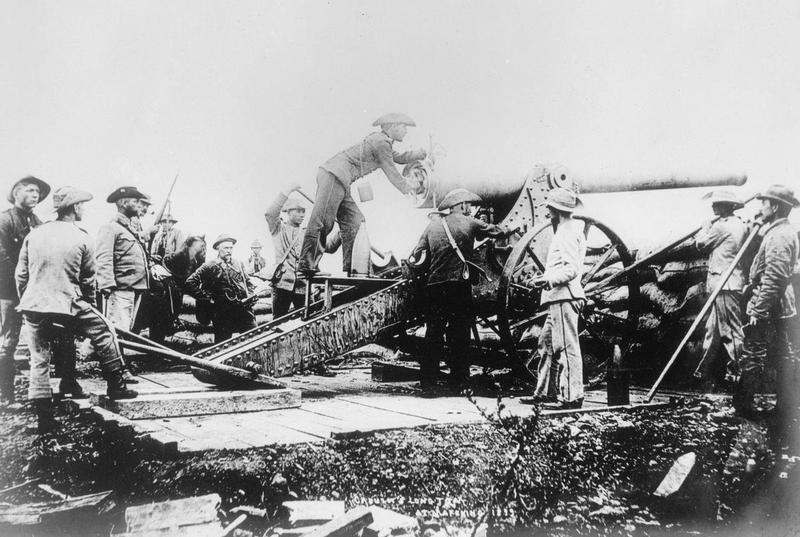
Un cannone boero Creusot da 155 mm Long Tom.

Le truppe britanniche avevano rinunciato fin dall'inizio a difendere la maggior parte dei colli intorno alla città e quindi i boeri poterono occupare tutte le posizioni più importanti ed in particolare il monte Bulwana e il "colle dei cannoni" a est di Ladysmith, il cosiddetto "colle della sorpresa" e il colle Pepworth a nord, su cui installarono i loro cannoni pesanti d'assedio da 6 pollici Long Tom Creusot di fabbricazione francese. Trasferiti dai forti di Pretoria, due cannoni da 155 mm Long Tom, il Bulwana Tom e il Puffing Billy, furono posizionati sul monte Bulwana e sul "colle dei cannoni" e colpivano regolarmente la città; pur provocando occasionalmente perdite tra gli assediati, in generale i cannoni pesanti boeri sparavano proiettili a percussione che, a causa del terreno molle, non causavano molti danni o vittime; tuttavia la continua minaccia del fuoco di questi cannoni snervava la guarnigione sottoposta ad una forte tensione. I britannici potevano rispondere al fuoco soltanto con i due cannoni navali da 4,7 pollici che erano schierati sulla "ridotta della grotta" e sul "colle dello scambio"; questi due pezzi d'artiglieria, soprannominati Lady Ann e Princess Victoria in realtà non ottennero alcun risultato di rilievo militare anche a causa della scarsezza di munizioni ma sostennero almeno il morale della guarnigione.
All'interno della città assediata esisteva una forte tensione tra le autorità militari; il generale White, depresso e demoralizzato, era sottoposto a dure critiche da alcuni subordinati per la sua passiva accettazione dell'assedio; il colonnello Rawlinson lamentò la scarsa preparazione di alcuni ufficiali tra cui il comandante del genio, quello della cavalleria e soprattutto criticò il colonnello Richard Exham, l'ufficiale medico più importante, ritenuto non "all'altezza della situazione". Facevano parte della guarnigione anche alcuni civili tra cui il famoso Leander Starr Jameson protagonista del raid e il fratello di Cecil Rhodes, che tuttavia non svolsero alcun ruolo attivo durante l'assedio. Infine i lavori difensivi per potenziare le fortificazioni erano ritenuti insufficienti; nonostante le assicurazioni ufficiali, Ladysmith non era stata trasformata in una fortezza; solo il settore A diretto dal colonnello William George Knox, sul lato nord-orientale, era stato rafforzato con trincee e piazzeforti, mentre l'esposto settore C diretto dal generale Ian Hamilton, sul lato meridionale, che rappresentava il punto più debole delle difese britanniche, non era stato adeguatamente consolidato.

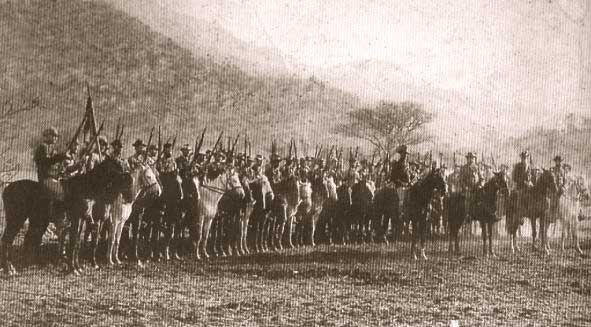
Un commando boero.

Nonostante i brillanti successi conseguiti e l'accerchiamento delle forze britanniche in Ladysmith, il comandante in capo boero, generale Joubert, era preoccupato per le perdite subite nelle prime battaglie; incerto e pessimista, non si mostrò molto risoluto e il 9 novembre 1899 convocò un consiglio di guerra (krjgsraad) per prendere nuove decisioni sulla condotta delle operazioni in Natal. Il generale Joubert espose le sue preoccupazioni; egli temeva una sortita della guarnigione britannica assediata e riteneva "un affare parecchio rischioso" un eventuale assalto diretto a Ladysmith. Il comandante delle forze del Transvaal quindi proponeva di mantenere l'assedio di Ladysmith con una parte delle forze e con il grosso dei commando avanzare a sud del Tugela per minacciare Durban; il generale Prinsloo e le forze dello Stato Libero d'Orange tuttavia evidenziarono che una marcia verso sud sarebbe stata contrastata dalle nuove truppe britanniche appena sbarcate a Durban e rifiutarono di adottare il piano del generale Joubert.
Il generale Joubert quindi condusse insieme al suo luogotenente generale Louis Botha solo con forze limitate, circa 2 000 uomini, l'incursione a sud del Tugela, mentre la massa delle forze boere rimasero intorno a Ladysmith. L'avanzata a sud dei commando raggiunse alcuni brillanti successi; i boeri arrivarono a nord di Estcourt dove erano attestati circa 2 300 britannici, aggirarono quella posizione e il 15 novembre sorpresero un treno blindato dove catturarono 58 prigionieri tra cui il giovane Winston Churchill. Gli uomini di Joubert e Botha quindi proseguirono ancora a sud e sconfissero avanguardie nemiche a Willow Grange. In realtà gli incursori boeri stavano per venire in contatto con due intere brigate britanniche del corpo d'armata del generale Buller che a partire dal 12 novembre erano sbarcate a Durban e si trovavano in grave inferiorità numerica.
Mentre il generale Botha era intenzionato a proseguire l'incursione e minacciare Durban, il generale Joubert era molto preoccupato per la presenza di cospicue forze nemiche; inoltre il comandante in capo era in pessime condizioni di salute dopo una caduta da cavallo. Venne quindi deciso il 25 novembre, durante un nuovo krjgsraad, di interrompere l'incursione e ripiegare a nord del Tugela. Il generale Joubert cedette in comando al generale Botha che decise di schierare una parte delle sue forze sulle alture dominanti il corso del Tugela per attendere una prevedibile offensiva britannica per sbloccare Ladysmith. Le caratteristiche naturali favorivano fortemente i boeri posizionati in difesa e il generale Botha, che disponeva lungo il fiume di circa 5 000 combattenti, aveva piena fiducia di riuscire a bloccare il nemico, mentre le altre truppe boere avrebbero continuato l'assedio di Ladysmith.

### Tentativi di soccorso
Il 15 dicembre i britannici guidati dal generale Redvers Buller, fecero il primo tentativo per togliere la presa dalla città, ma furono respinti nella battaglia di Colenso

### Seconda fase dell'assedio
La città fu assediata per 118 giorni, il comandante White sapeva che sarebbero arrivati rinforzi e nel frattempo decise di logorare le armate boere con piccoli raid destinati a sabotare e danneggiare l'artiglieria dei boeri.

## Liberazione di Ladysmith
Dopo altri due tentativi falliti nella battaglia di Spion Kop e nella battaglia di Vaal Kranz, il quarto tentativo del generale Buller diede origine alla battaglia delle alture del Tugela ed ebbe maggiore successo; alla fine la città venne liberata il 28 febbraio 1900.